# Alexandre Jaffrès
Pas d'image ? Cliquez ici

a Compétitions nationales et continentales officielles uniquement.

Dernière mise à jour le 2 mai 2012.
Alexandre Jaffrès, né le 11 décembre 1978, est un ancien joueur français de rugby à XV qui évoluait au poste de centre, reconverti comme entraîneur de rugby à XV.

## Biographie
Après sa carrière, il devient entraîneur pour l'US Carcassonne en tant qu'adjoint de Christian Labit (D'août à novembre 2013) puis de Christian Gajan (De janvier 2014 à mars 2016). En mars 2016, il devient entraîneur principal avec Mathieu Cidre comme adjoint. Il quitte le club à l'été 2016.

## Carrière d'entraîneur
| Saison      | Équipe         | Division | Poste    | Classement | Coupe d'Europe | Challenge Européen |
| ----------- | -------------- | -------- | -------- | ---------- | -------------- | ------------------ |
| 2013 - 2014 | US Carcassonne | PRO D2   | Arrières | 14e        | -              | -                  |
| 2014 - 2015 | US Carcassonne | PRO D2   | Arrières | 9e         | -              | -                  |
| 2015 - 2016 | US Carcassonne | PRO D2   | Arrières | 14e        | -              | -                  |

## Palmarès
- Vainqueur de la Fédérale 1 en 2010
- Vainqueur de la Fédérale 2 en 2008